# Ischaemum barbatum
Ischaemum barbatum är en gräsart som beskrevs av Anders Jahan Retzius. Ischaemum barbatum ingår i släktet Ischaemum och familjen gräs. Inga underarter finns listade i Catalogue of Life.